# Mohamed Farrah Aidid
Mohamed Farrah Aidid (arabsky محمد فرح عيديد‎, somálsky Maxamed Faarax Caydiid, 15. prosince 1934 – 1. srpna 1996) byl kontroverzním samozvaným somálským vůdcem. Pocházel z klanu Habar Gedir, který patří do kmenu Hawiye. Často byl označován také jako warlord. Byl předsedou Somálského shromáždění a později Somálské národní aliance, která řídila diktátorský režim Mohammeda Siada Barreho z hlavního města Mogadiša. Byl jedním z cílů operace Restore Hope (Obnovená naděje), vojenské operace OSN a USA, jejímž cílem bylo poskytnout Somálsku humanitární pomoc, porazit místní klany, zneškodnit jejich vůdce (warlordy) a obnovit pořádek v zemi. Operace však skončila neúspěchem a zemi nadále sužuje občanská válka. V roce 1995 se Aidid stal nakrátko samozvaným prezidentem Somálska. Přesto měl pod kontrolou jen okolí kolem města Mogadiša. Jeho vládu však mezinárodní společenství nikdy neuznalo a Aidid byl v srpnu 1996 v Mogadišu zabit.

## Životopis
Generál Aidid se narodil v tehdejším Italském Somálsku 15. prosince 1934 ve městě Beledweyne v regionu Hiiran severně od Mogadiša. Studoval v Římě, později v Moskvě a v roce 1950 se vrátil do Somálska, kde začal sloužit u italské koloniální policie. Když v roce 1960 získalo Somálsko nezávislost na Itálii a Velké Británii (kromě Italského existovalo i Britské Somálsko – v místě dnešního Somalilandu), dal se Aidid k armádě. Za vlády Barreho režimu se vypracoval do hodnosti generála a bojoval v ogadenské válce proti Etiopii v letech 1977–1978. Také byl členem Barreho vlády, především byl šéfem bezpečnostní služby.

### Občanská válka
Jako většina diktátorů byl i Mohamed Siad Barre velmi nedůvěřivý i vůči svým nejbližším spolupracovníkům. Podezříval Aidida z plánování puče proti jeho vládě a uvrhl ho na šest let do vězení. Klan generála Aidida (Habar Gedir) skutečně plánoval svrhnout diktátora, což se v roce 1991 po letech bojů (1988–1991) uskutečnilo, a Aidid se jako předseda Somálského shromáždění stal nejmocnějším mužem v zemi.

### Operace Obnovená naděje
Jakmile byla centrální vláda svržena, nenašel se žádný nástupce Barreho vlády. Protivládní organizace, která byla založena právě na klanech, se nedokázala dohodnout, který z velitelů by měl zemi vést. Každý z velitelů se opíral o svoji klanovou milici, která ovládala část území. Tak se Somálsko rozdrobilo na několik větších či menších oblastí. Právě ze Somálska přišel výraz warlord. Generál Aidid, velitel klanu Habar Gedir, který byl považován za nejmocnějšího warlorda, měl pod kontrolou 25 % Somálska, včetně hlavního města Mogadiša. Avšak Aidid byl poražen svými protivníky a území pod jeho kontrolou se zmenšilo. To přimělo členy OSN jednat, protože Aididova milice překážela mezinárodním mírovým jednotkám, které se snažily poskytnout zemi humanitární pomoc od prosince 1992. Spojené státy nabízely místním občanům 25 000 dolarů jako odměnu za to, když jim prozradí přesné místo Aididova pobytu. USA se ho také marně pokoušely zatknout a umístit do vězení pro válečné zajatce.

### 3. říjen 1993
3. října 1993 se jednotky Rangers a Delta Force vydaly do Mogadiša, kde se ten den měla konat schůze Aididovy vlády, které se měli účastnit i dva nejvyšší Aididovi poradci a členové jeho milice. Jednotkám americké armády se podařilo oba členy zajmout, ale dříve, než se stačily stáhnout zpět na základnu, obklíčily je tisíce Somálců. Obklíčené jednotky musely čelit celému městu, než je přišla vyprostit z obklíčení 10. horská divize OSN. Akce byla teoreticky úspěšná – podařilo se zajmout klíčové osoby, ale 19 mrtvých Američanů (Somálců zemřelo přes 1000), k tomu 2 sestřelené vrtulníky Black Hawk, přes sto raněných a k tomu potupné vláčení dvou mrtvých Američanů (kteří byli staženi z kůže a jako jediným padlým při této akci se jim nedostalo řádného pohřbu ve Spojených státech) ulicemi Mogadiša bylo až moc pro americkou vládu. Prezident Clinton stáhl jednotky Delta Force a Rangers ze země dva týdny po akci, aniž by se jim podařilo odstranit Aidida. Síly OSN opustily Somálsko v roce 1995.

### Aidid prezidentem Somálska
15. června 1995 se Mohammed Farrah Aidid jmenoval prezidentem Somálska, ale jeho vláda nebyla nikdy mezinárodně uznána. V Somálsku a dokonce i v Mogadišu se nadále bojovalo. Největším soupeřem Aidida byl Ali Mahdi Muhammad, prezident země z roku 1991. Mohammed Farrah Aidid zemřel v Mogadišu 2. srpna 1996 za nejasných okolností. Některé dohady tvrdí, že zemřel na infarkt, jiné zase že podlehl následkům zranění, která utrpěl při prudkých bojích mezi znepřátelenými frakcemi.
Po jeho smrti jmenovala Somálská národní aliance Aididovým nástupcem jeho syna Husseina Mohammeda Farraha Aidida, který sloužil u amerického námořnictva, ten však ve funkci dlouho nevydržel – v prosinci roku 1996 v egyptské Káhiře rezignoval.
| Somálský prezident             | Somálský prezident               | Somálský prezident                      |
| ------------------------------ | -------------------------------- | --------------------------------------- |
| Předchůdce: Ali Mahdi Muhammad | 1995 – 1996 Mohamed Farrah Aidid | Nástupce: Hussein Mohammed Farrah Aidid |